# Sangre (pel·lícula de 2005)
Sangre es una pel·lícula mexicana dramàtica del 2005 dirigida per Amat Escalante. Fou projectada a la secció Un Certain Regard del 58è Festival Internacional de Cinema de Canes.

## Sinopsi
Diego, funcionari, està casat amb Blanca, que treballa en un restaurant de menjar ràpid. La seva rutina diària es redueix a veure telenovel·les al sofà o fer l'amor a la taula de la cuina fins al dia que aterra Karina, la filla que Diego va tenir d'un primer matrimoni. L’home ha de fer front a la necessitat d’afecte de la seva filla i als atacs de gelosia de la seva dona. Un fet extraordinari l’impulsarà a actuar com mai ho havia fet abans.

## Producció
Fou rodada entre octubre i novembre de 2004 a Guanajuato de baix pressupost (370.000 euros) en un escenari minimalista extrem, sense gairebé decorats i estances tancades, ombrívoles i fredes, que volen transmetre pobresa tant material com espiritual. Es tracta d'una obra crua que deixa veure la lògica de la prohibició i el cost de conductes inadequades per a l'ordre social.

## Repartiment
- Cirilo Recio Dávila - Diego
- Claudia Orozco - Karina
- Martha Preciado - Martita
- Laura Saldaña Quintero - Blanca